# Witen duński
Witen duński (duń. hvid, l. mn. hvide od hvidt – biały) – dawna moneta duńska wartości 4 fenigów, czyli 1/3 szylinga. 
Witen był pierwszą w Danii monetą bitą według lubeckiego systemu monetarnego, jaka pojawiła się w 1380 roku. Mając wartość 4 fenigów, ważył 1,27 grama i przy próbie 10 łutów (625‰) zawierał ok. 0,66 grama czystego srebra. Na awersie nosił liść pokrzywy (później herb płd. Jutlandii – dwa lwy) z legendą Moneta Holsaci, na rewersie – wyobrażenie krzyża z nazwą mennicy. 
Za rządów Eryka Pomorskiego wypuszczano w Nästved lżejszy witen z koroną i tytułem królewskim (awers) oraz z pastorałem biskupim (rewers). W znacznych ilościach emitowano ten nominał w XV stuleciu – w okresie panowania Krzysztofa Bawarskiego, Chrystiana Oldenburskiego i Jana Oldenburskiego, gdy stał się w Danii główną monetą obiegową.   
Z biegiem czasu, wraz z dewaluacją duńskiego pieniądza, witen zawierał coraz mniej srebra, będąc 6-łutowy, a następnie mniej niż 5-łutowy przy wadze ok. 1 grama.   
Ostatnie witeny wybito w 1686 za panowania Chrystiana V.